# Cisternino
Cisternino est une commune italienne d'environ 11 170 habitants (2022) située dans la province de Brindisi, dans la région des Pouilles, dans le Sud de l'Italie.

## Géographie
Cisternino s'étend au sud-ouest sur les pentes menant à la valle d'Itria. Les frazioni de la commune sont Caranna, Casalini, Marinelli et Sisto.
Cisternino est limitrophe des communes de Ceglie Messapica, Fasano, Locorotondo, Martina Franca et Ostuni.

## Histoire
Habitée depuis le paléolithique, la légende veut que Cisternino fut fondée par'Sturnoi, compagnon de Diomède. Le lieu est un important centre d’origine messapique, ancien peuple qui habita le Salento bien avant les Grecs et les Romains. Il conserve encore les specchie (it) et dolmens du village pré-romain.
Après la participation dans la Ligue Messapique contre Taranto, la ville est devenue romaine et fut appelée Sturninum. Elle fut probablement détruite par Hannibal en 216 av. J.-C..
Pendant le Moyen Âge, au VIIIe siècle, la ville fut habitée par les moines Basiliens, rescapés des persécutions d'Orient. Ils référaient aux ruines de la ville sous la dénomination San Nicolò cis-Sturninum. Autour de l'abbaye grecque se forma un village et la propriété de Cisturninum, nom repris dans une bulle de 1180 du pape Alexandre III, attribuant le fief à Stefano, évêque de Monopoli.
Après la période des Normands (1059-1268), la ville passe sous la bannière d'Anjou (1268-1442). Autour de 1330, Cisternino fut vendue au baron Princivalle di Santacroce, noble monopolitain, puis sous les princes de Tarante. En 1463, lorsque Ferdinand Ier d'Aragon vint mater la rébellion de Giovanni Antonio Orsini del Balzo, Prince de Tarante, il rendit le fief en 1509 à l'évêque de Monopoli. En 1495, Cisternino fut conquise par les Vénitiens, qui la gardèrent jusqu'en 1528, où elle tomba sous domination espagnole, sous le baron Galeotto Fonseca (1530-36). Au XVIe siècle, la plupart des palais seront construits.
La population se rebella cependant en 1647 et chassa le baron-évêque. Les Autrichiens passèrent de 1707 à 1734, puis les Bourbons jusqu'en 1860. En 1799, Cisternino fut une citadelle démocratique et abrita la famille de l'écrivain Ignazio Ciaia (it), comme président de la République parthénopéenne. Un groupe de républicains sous Nicola Semeraro est défait à Francavilla Fontana par des pro-Bourbons.
En 1814, la ville compta 4 073 habitants. Dès 1820, avec la société secrète des Carbonari contre les Bourbons, la ville militait pour le rattachement à la république italienne, ce qui fut effectif en 1861. Le premier recensement de 1862 recensa 6 205 habitants.

## Administration
| Période                                  | Période  | Identité               | Étiquette                      | Qualité |
| ---------------------------------------- | -------- | ---------------------- | ------------------------------ | ------- |
| 2006                                     | 2011     | Mario Luigi Convertini | Liste civique de centre gauche | Sindaco |
| 2011                                     | 2016     | Donato Baccaro         | Liste civique                  | Sindaco |
| 2016                                     | 2021     | Luca Convertini        | Liste civique                  | Sindaco |
| 2021                                     | En cours | Enzo Perrini           | Liste civique                  | Sindaco |
| Les données manquantes sont à compléter. |          |                        |                                |         |

### Jumelage
- Kreuzlingen (Suisse)

## Monuments et patrimoine
Les maisons du centre historique ont un aspect typiquement oriental, avec cours cachées et escaliers extérieurs entre les étages. Le village offre un vaste panorama sur la campagne de la vallée parsemée de trulli. Les principaux monuments sont :
- la tour Normando-Souabe ou Porta Grande, accès principal à la ville,
- le Palais épiscopal ou du Baron (1560),
- Palazzo Capece avec la Tour du Vent en annexe,
- le Palazzotto Signorile C.da Monreale (le palais de la noblesse),
- le couvent des frères Capucins avec l'église San Antonio, aujourd'hui hôpital
- le Sanctuaire de la Madone d'Ibernia (ou de Bernis),
- l'Église de San Quirico (XVIe siècle),
- la Nouvelle église ou l'église du Sacrement,
- l'Église de San Cataldo (XVIIIe siècle),
- l'Église-mère (XIVe siècle, consacrée au culte de Saint Nicolas de Patara
- le pont de la Madone
- le cimetière de Sainte-Anne hors des murs

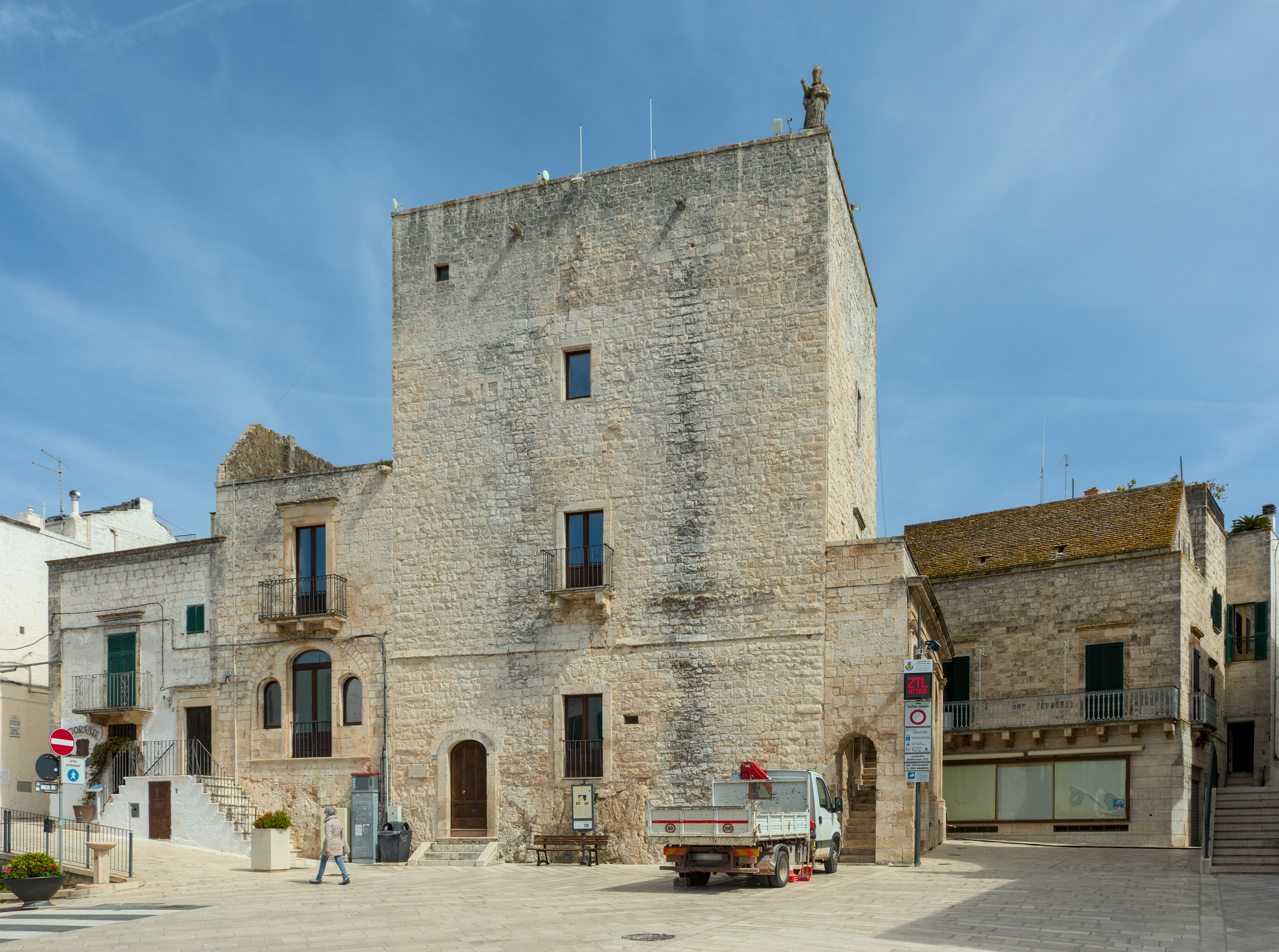
La tour Normando-Souabe
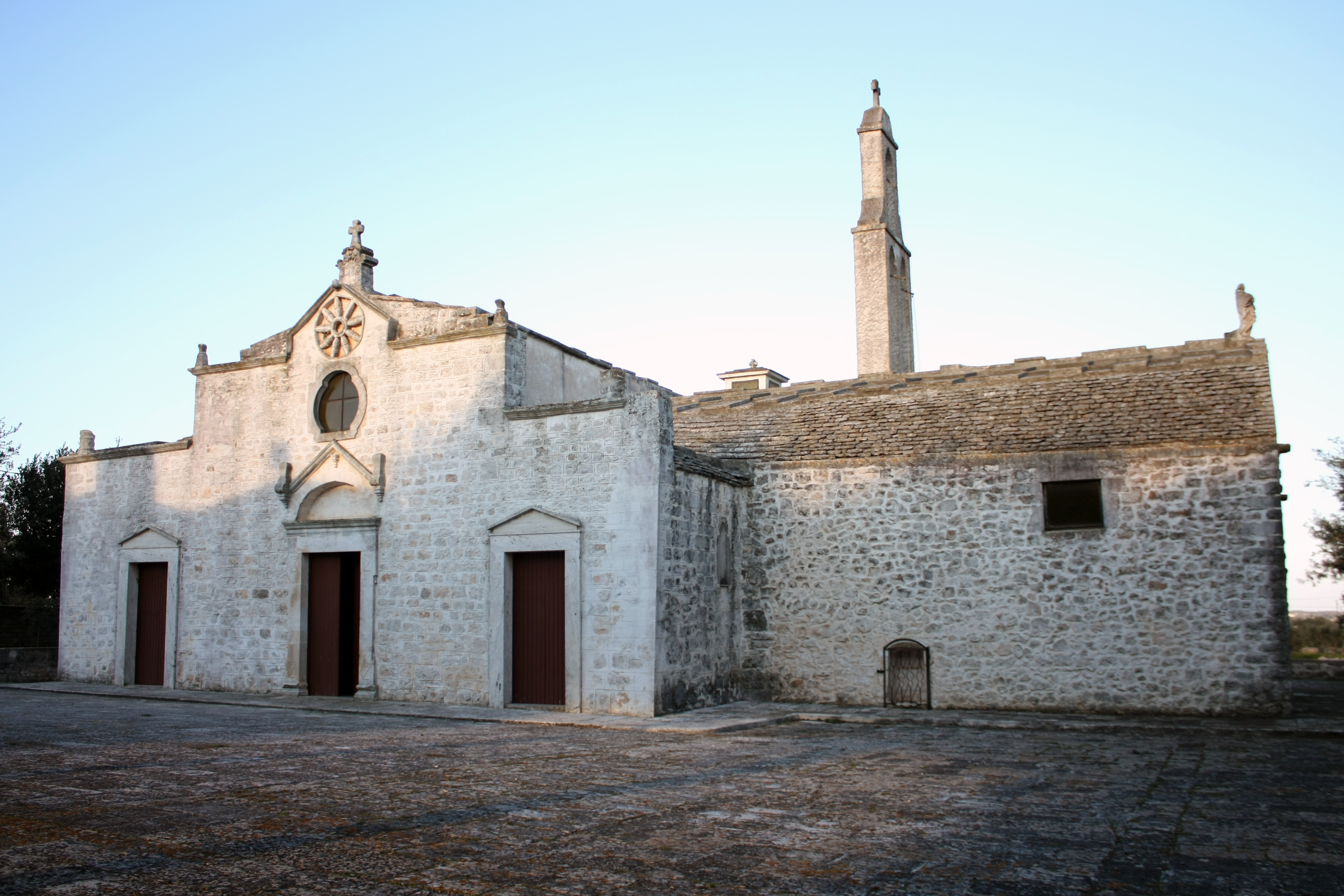
Santuario Madonna d'Ibernia
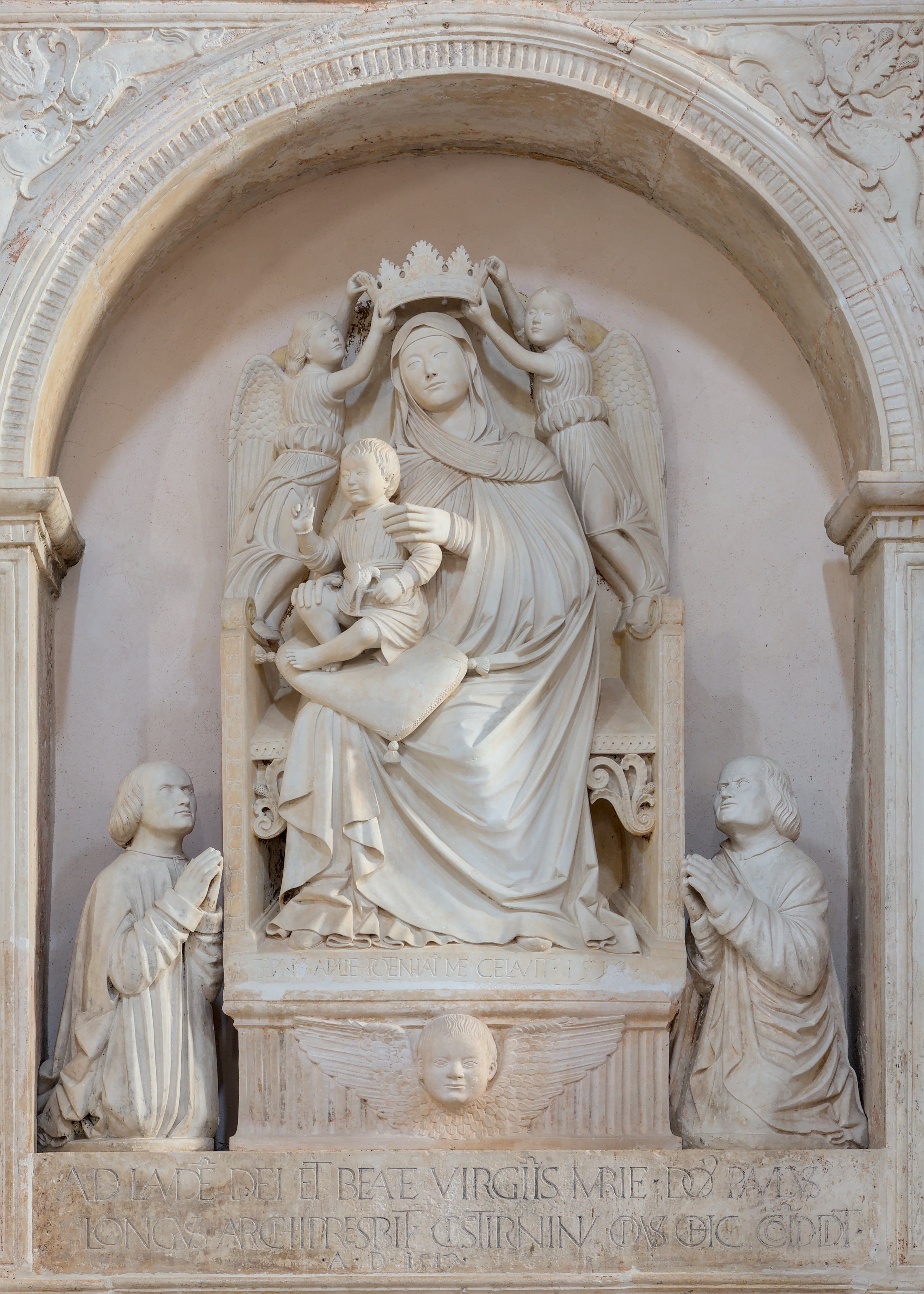
Vierge à l'Enfant dans l'église-mère  (atelier de Stefano di Putignano, 1517)
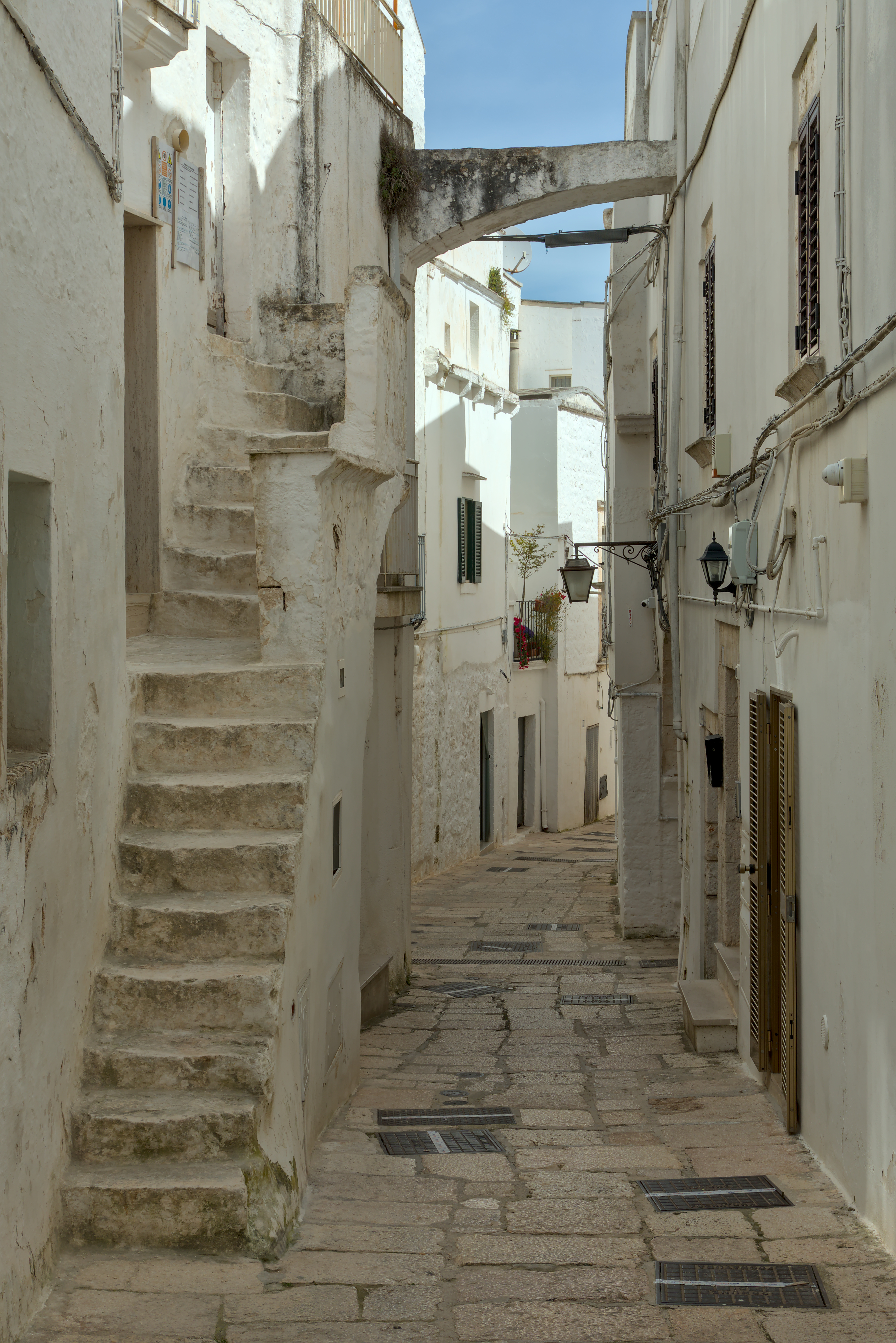
Une ruelle typique de la vieille ville, aux façades blanches et escaliers extérieurs
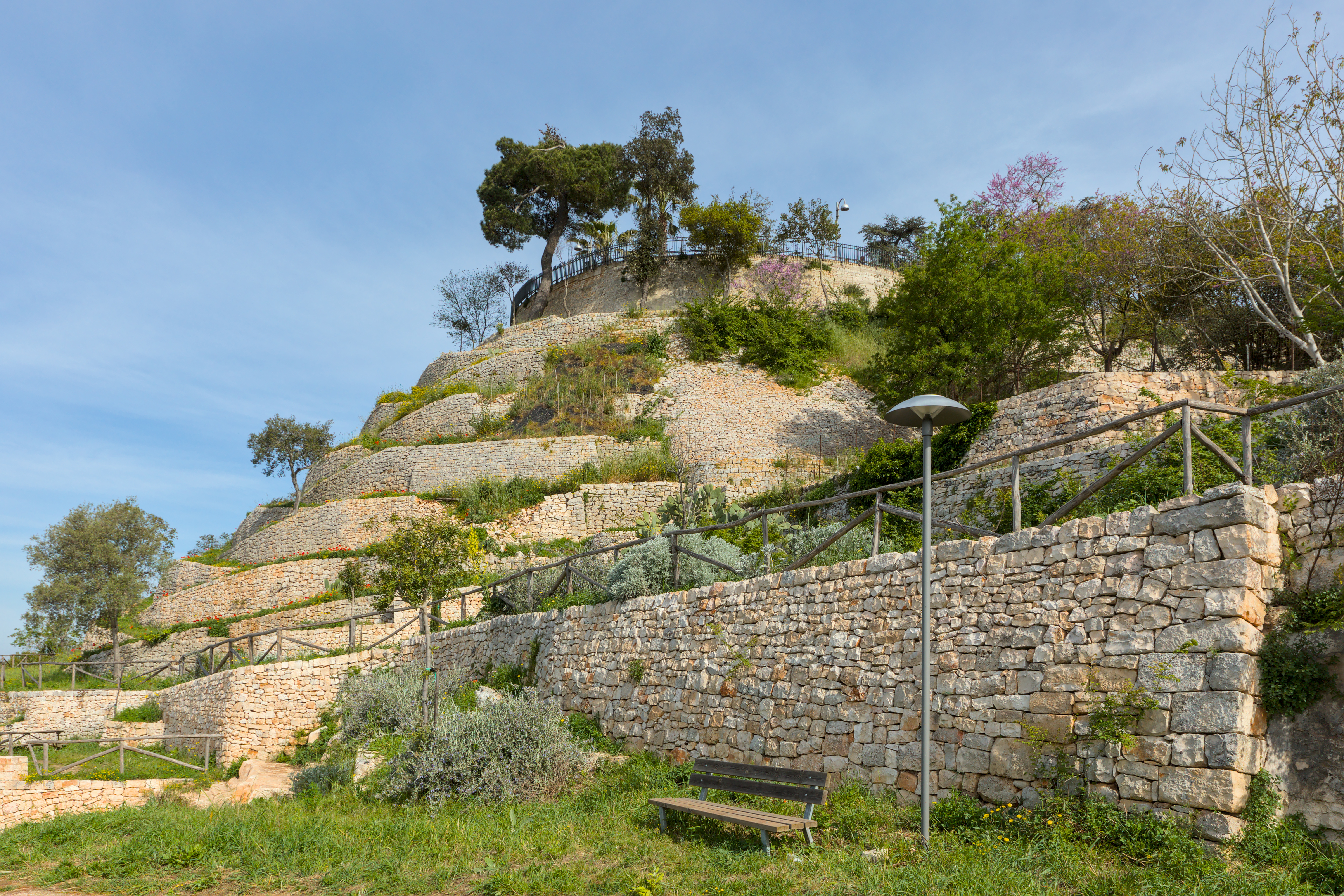
Les terrasses de la Villa Comunale
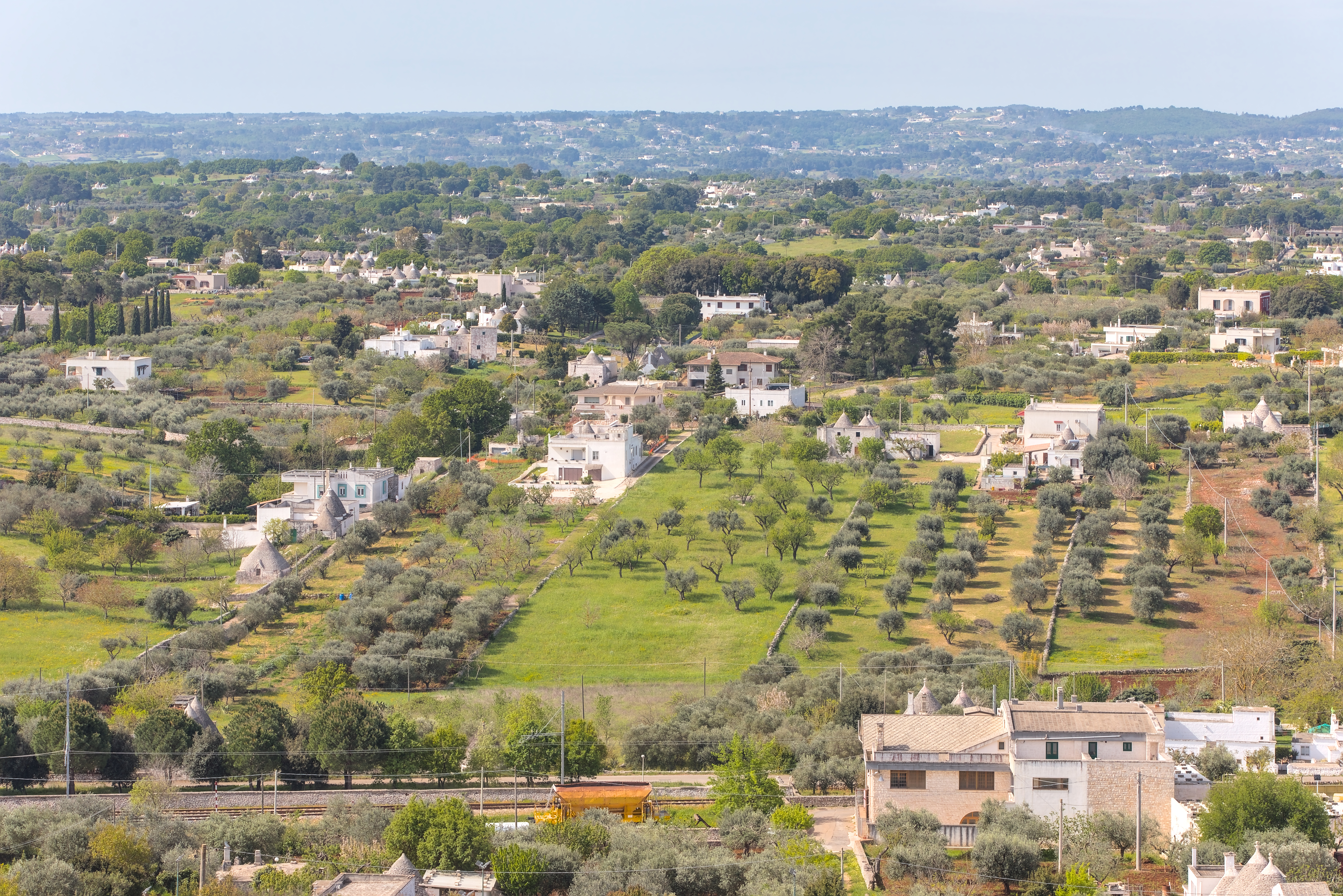
La campagne autour de la ville, vue depuis la Villa Comunale

## Fêtes et traditions
- fêtes des saints "Quirico e Giulitta" protecteurs de la ville; 1er week-end end du mois d'août
- Pietre che cantano, les rendez-vous musicaux et culturels ;
- fête de San Antonio Abbot, 17 janvier ;
- fête du mardi saint
- fête de la Bomminella, 8 septembre ;

## Personnalités liées à la commune
- Pasquale Lagravinese, juriste, écrivain, poète, participant de l'Assemblée constituante de la République italienne ;
- Nicola Lagravinese, docteur, écrivain, enquêteur, participant de l'Assemblée constituante de la République italienne ;
- Quirico Punzi, professeur, fondateur de l'école Giannettino ;
- Vicenzino Punzi, poète dialectal ;
- Francesco Convertini, missionnaire ;
- Martino Carrieri, juriste ;
- Francesco Clarizia, juriste, homme politique.